# 海狸湾度假公园

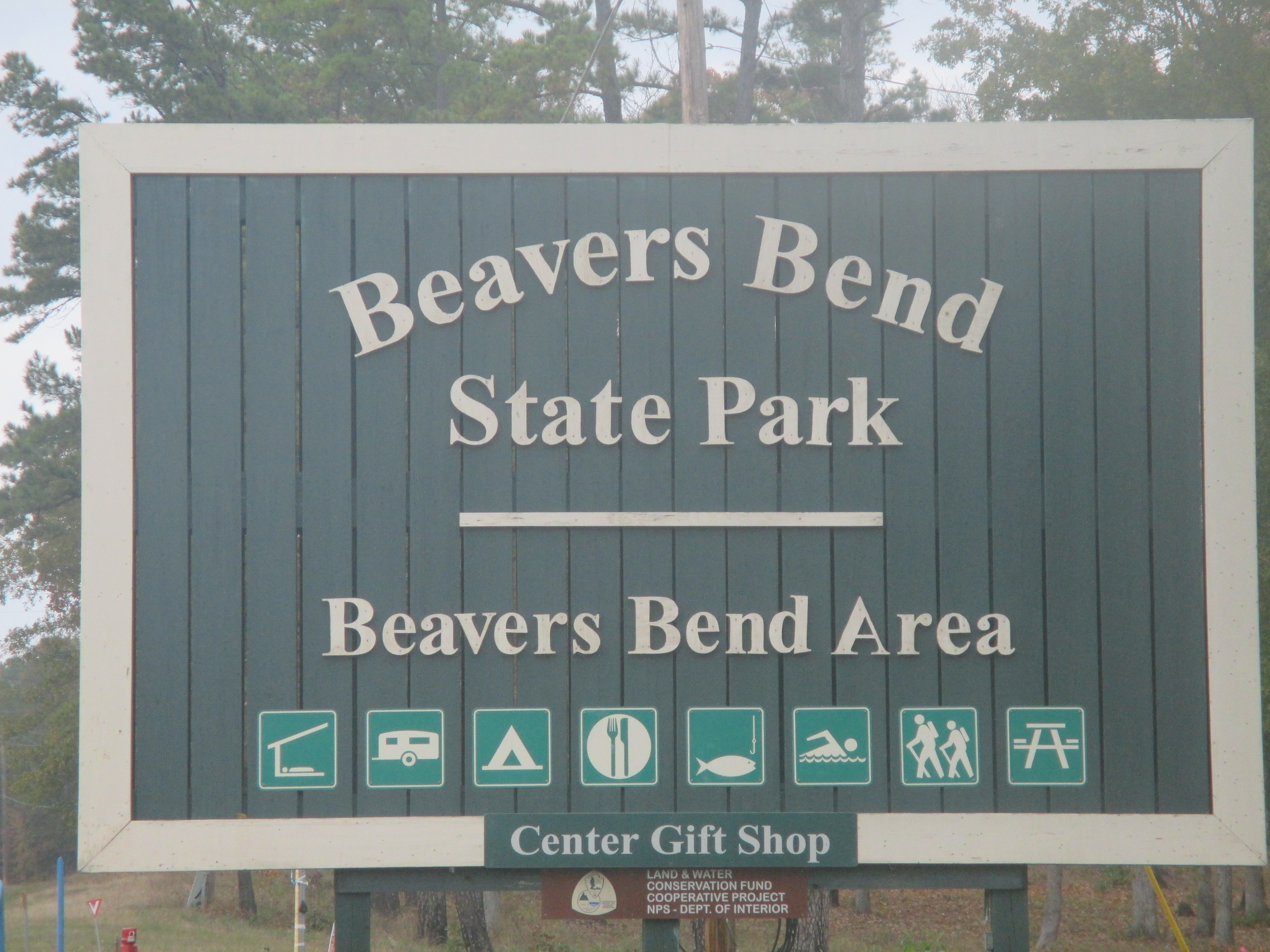
海狸湾度假公园

海狸湾度假公园（Beavers Bend Resort Park）是一个占地1300英亩（5.3平方公里）的美國俄克拉荷馬州州立公园，位于麥柯廷縣。它位于斷弓以北约16.9公里。該公園成立于1937年，境內有断弓湖。